# زين العابدين سباح
 زين العابدين سباح (1987 الجزائر) هو لاعب كرة قدم جزائري.

## روابط خارجية
- زين العابدين سباح على موقع قاعدة بيانات كرة القدم.إي يو (الإنجليزية)
- زين العابدين سباح على موقع Soccerway.com (الإنجليزية)